# Zinneke Parade
 (mai 2025).
 (mai 2025).
Si vous disposez d'ouvrages ou d'articles de référence ou si vous connaissez des sites web de qualité traitant du thème abordé ici, merci de compléter l'article en donnant les références utiles à sa vérifiabilité et en les liant à la section « Notes et références ».

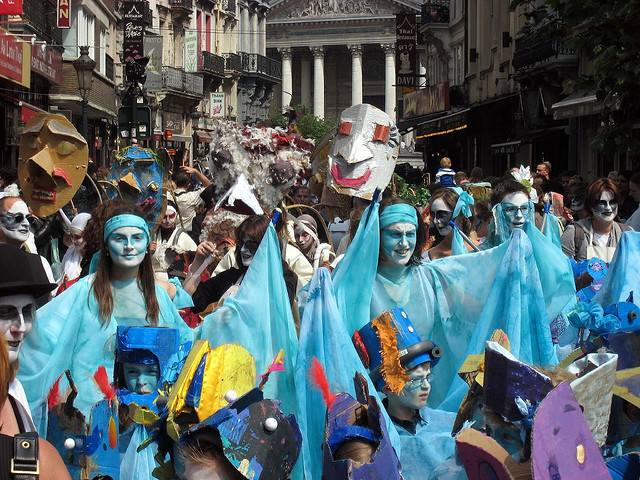
La Zinneke Parade de Bruxelles (2008)

La Zinneke Parade est une parade biennale en ville de Bruxelles, une manifestation culturelle organisée par Zinneke qui rassemble lors de chaque édition environ 2 500 paradeurs. La parade est le résultat d'un long processus de rencontres et de création collective entre amateurs et artistes professionnels, d'âges, d'origines et de milieux différents. Les paradeurs sont réunis en une vingtaine de spectacles déambulatoires et attirent entre 50 000 et 80 000 spectateurs.

## Zinneke
Zinneke asbl-vzw est l'organisation qui crée des espaces ouverts de rencontres, collaborations et créations qui vise à mettre en place une dynamique artistique et sociale entre habitants, associations et écoles, collectifs et initiatives, artistes et amateurs dans les différents quartiers de Bruxelles et d'ailleurs. Une multitude de projets artistiques sont ainsi élaborés à partir de l'imaginaire et des propositions des participants en ateliers d'une variété des disciplines artistiques. Ces projets, appelés 'Zinnodes' sont composés d'une équipe artistique, de plusieurs partenaires et des dizaines de participants.Des spectacles se forment durant un long processus de création participative au sein des ateliers qui mène à un travail cohérent commun en rapport avec le thème de la Zinneke Parade. 

## Historique
La Zinneke Parade a été créé pour la première fois dans le cadre de Bruxelles 2000, Capitale européenne de la culture, avec le but d'organiser un carnaval multiculturel, un événement créatif et participatif « susceptible de réconcilier la population bruxelloise avec son identité ».
'Zinneke' est un surnom choisi pour représenter les gens de Bruxelles. Le mot se référait à l'origine aux chiens errants de la ville qui traînaient dans les rues du côté de la Petite Senne (un bras de la Senne qui longeait les murs de la ville) jusqu'à la fin du XIXe siècle.

## Thèmes de la Parade
1. 27-05-2000 : La Ville/De Stad[5]
2. 25-05-2002 : Zinnergies[6]
3. 24-05-2004 : Le Corps dans la Ville[7]
4. 13-05-2006 : Toekomst à venir[8],[9]
5. 31-05-2008 : EAU[10],[11]
6. 22-05-2010 : A table/Aan tafel[12],[13]
7. 19-05-2012 : Désordre/Wanorde[14]
8. 10-05-2014 : Tentation/Bekoring[15]
9. 21-05-2016 : Fragile/Fragiel[16],[17]
10. 12-05-2018 : Illegal[18]
11. 16-05-2020 : Aux Loups ! Wolven ! [19]
12. 14-05-2022 : Trompe l'Oeil [20]
13. 01-06-2024 : Plaizir [20]

## Galerie

Zinneke Parade 2004
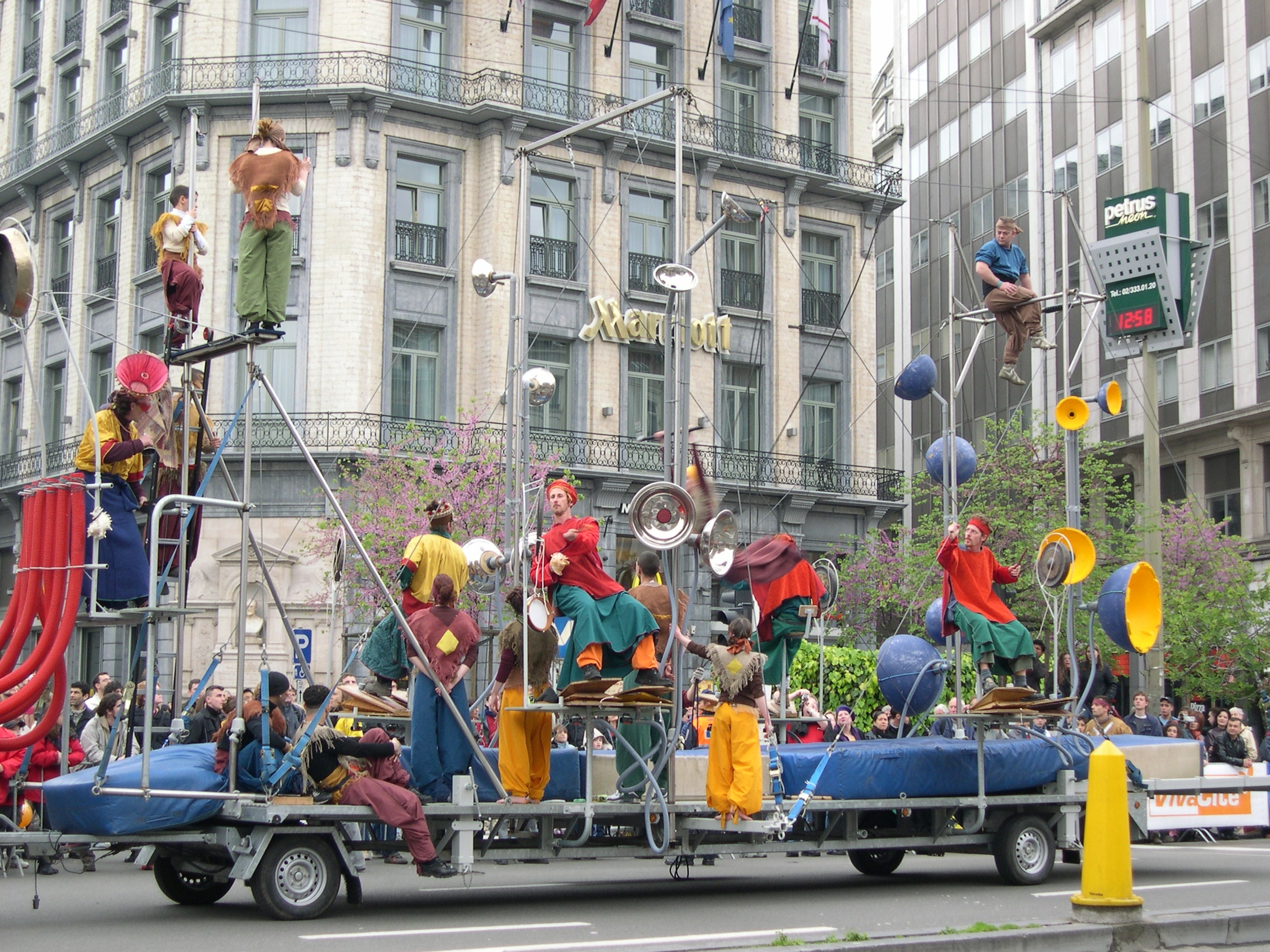
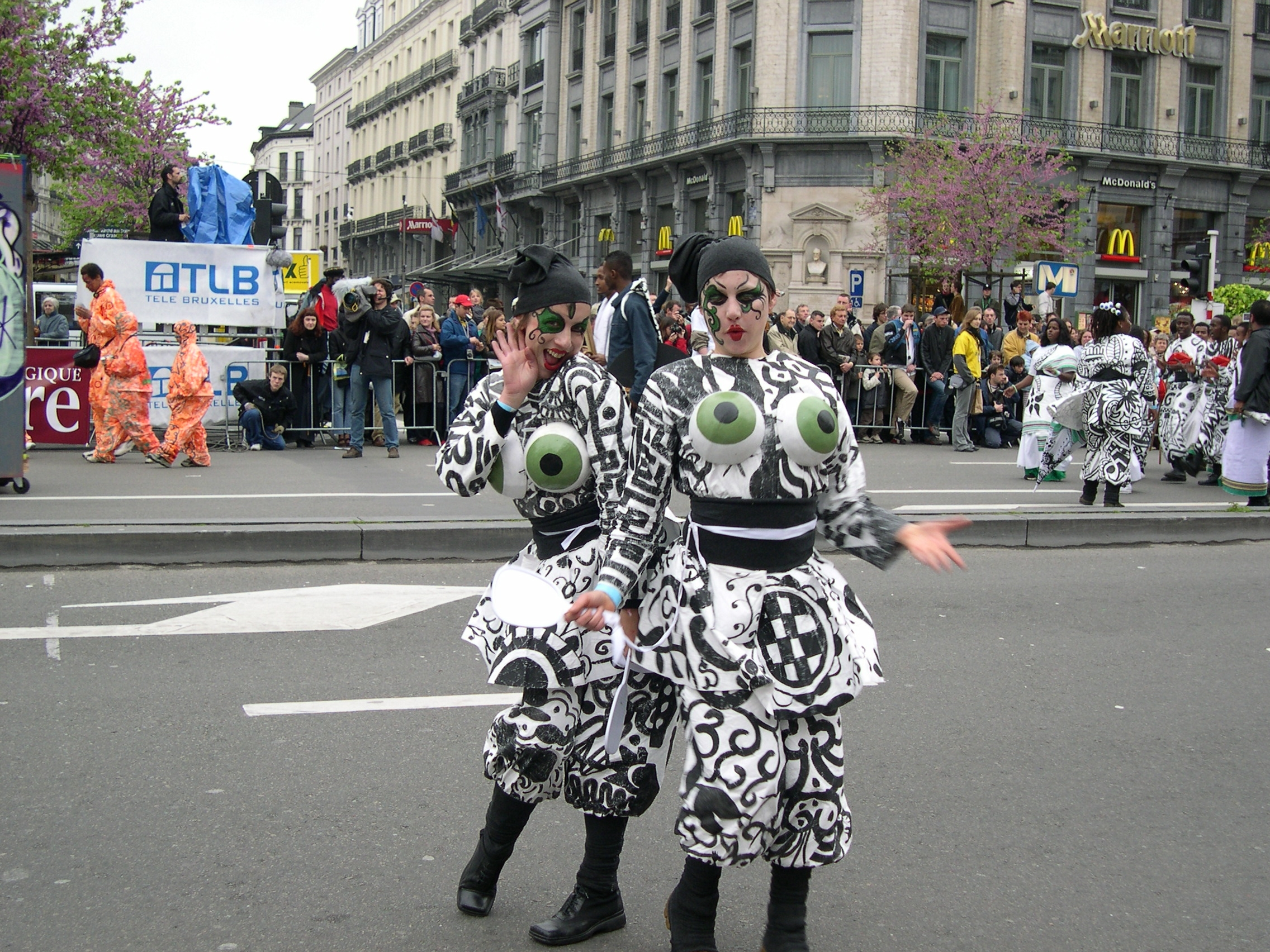
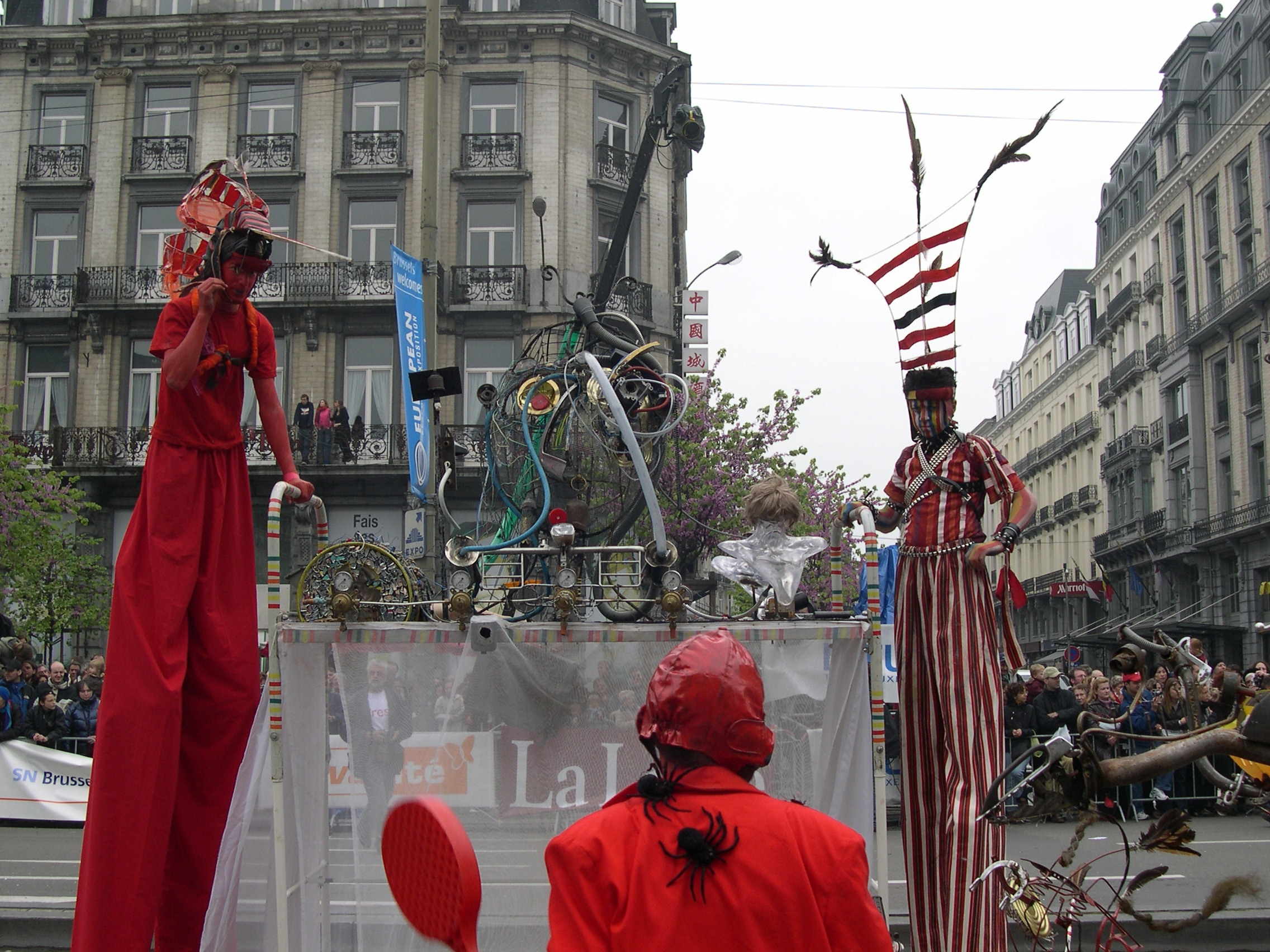
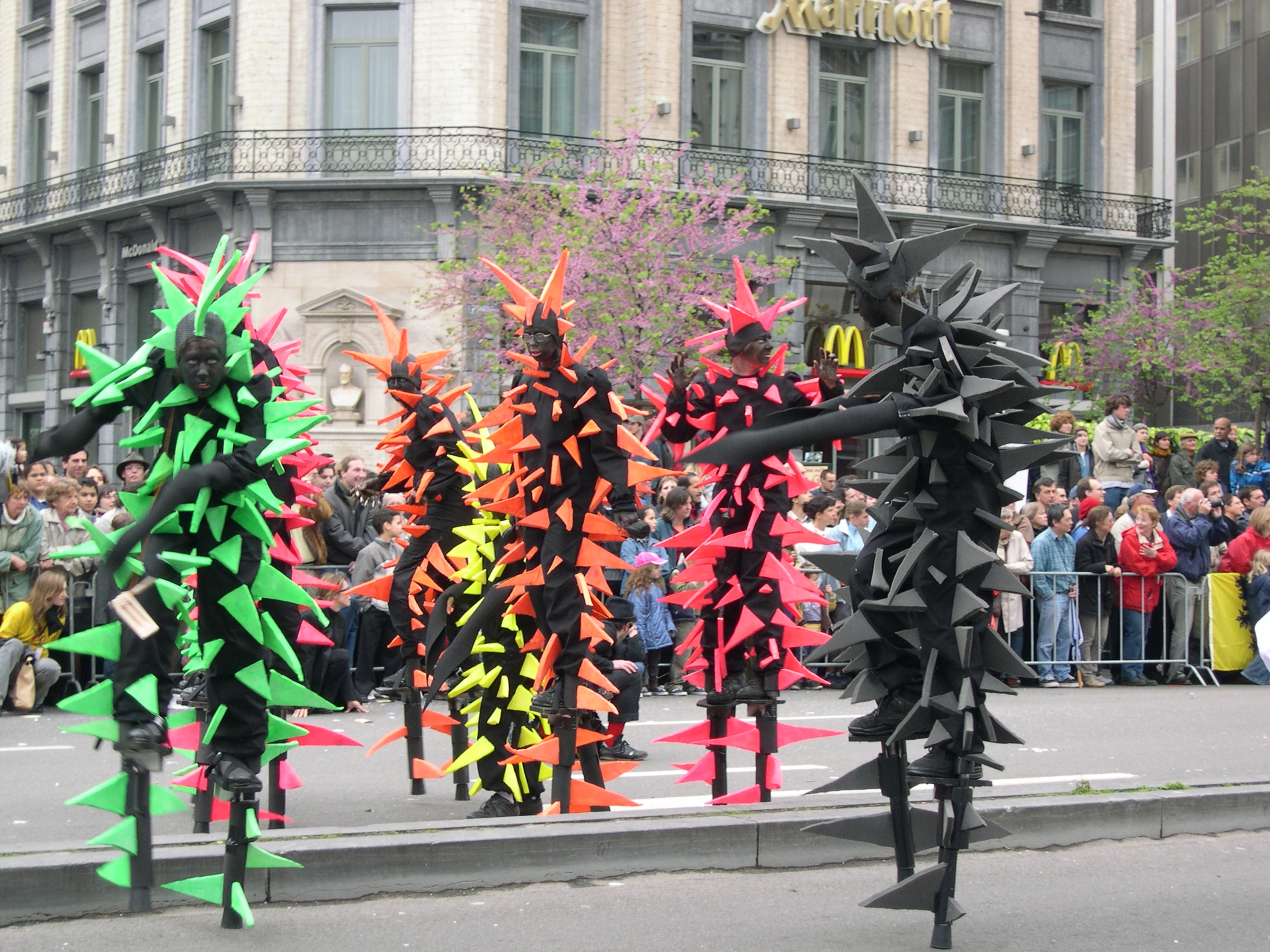
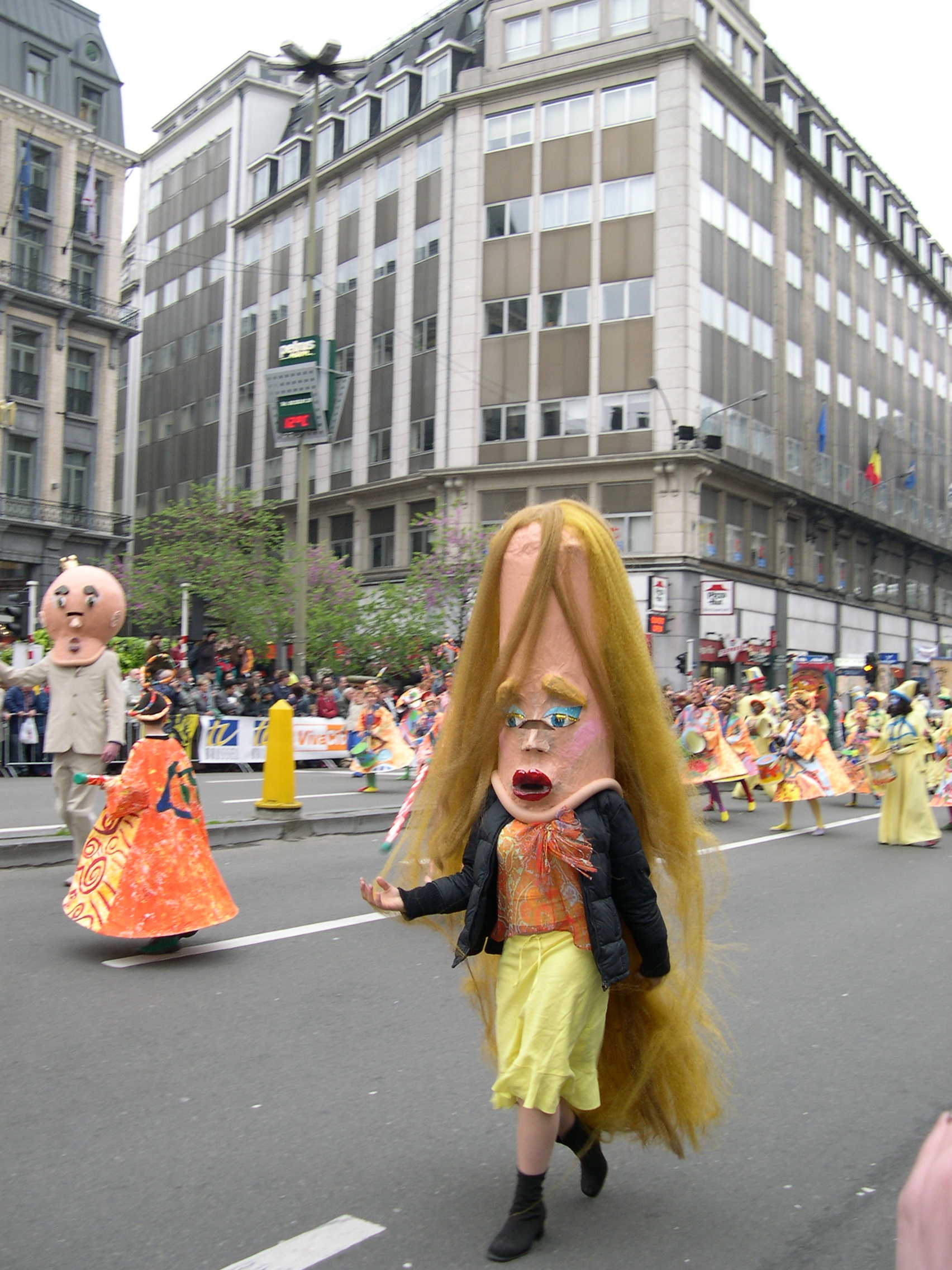

Zinneke Parade 2010
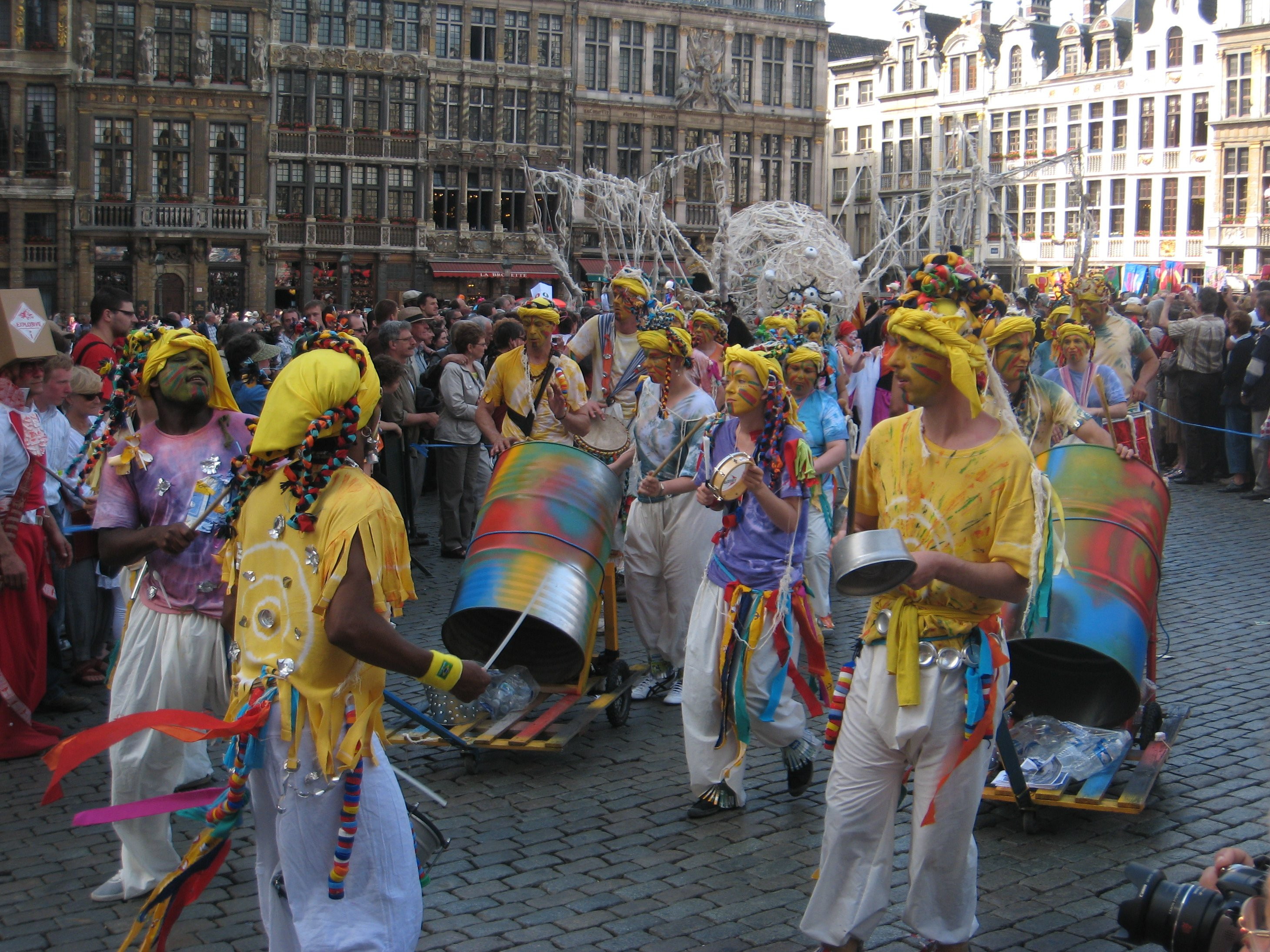
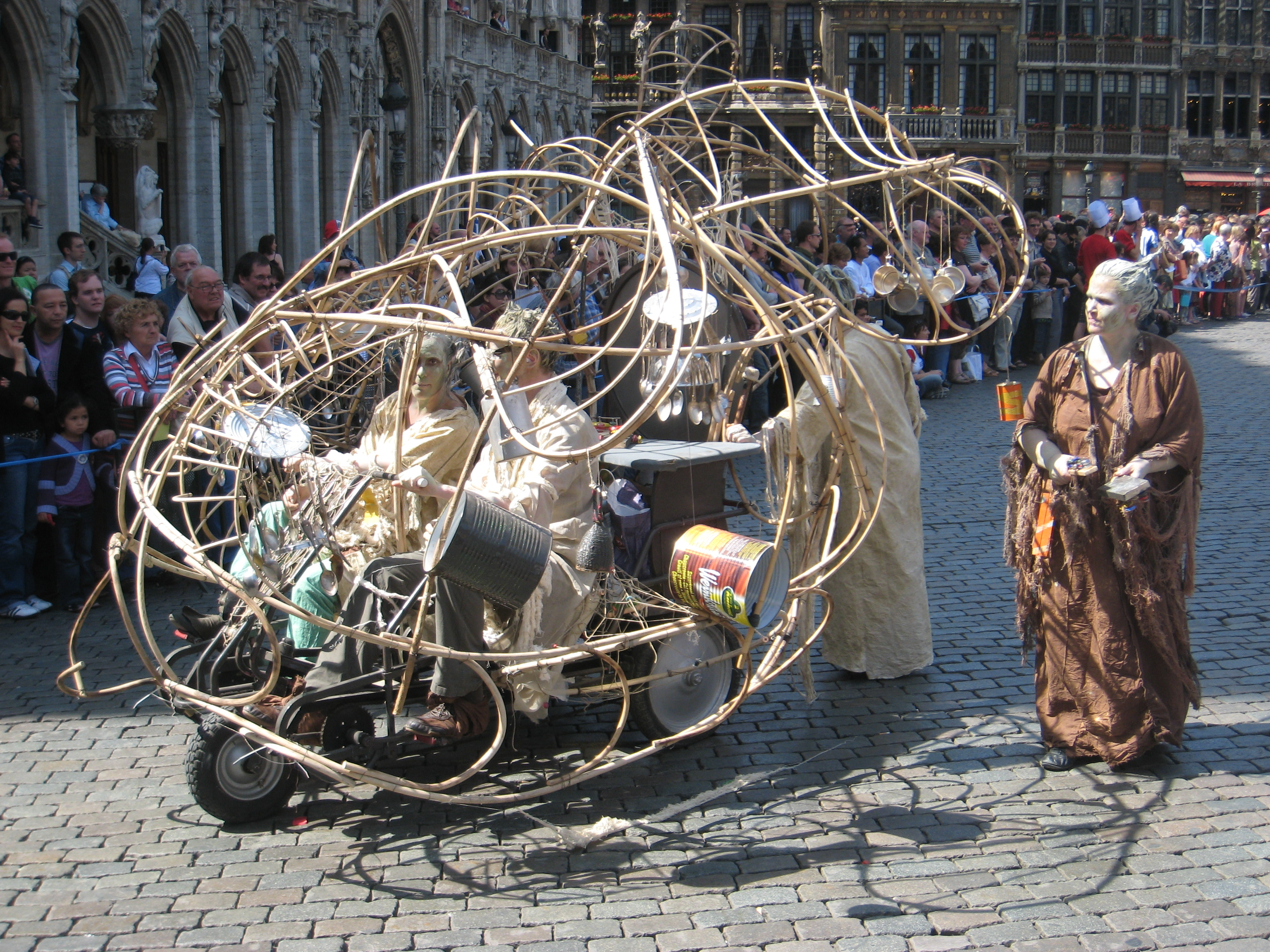

Zinneke Parade 2012
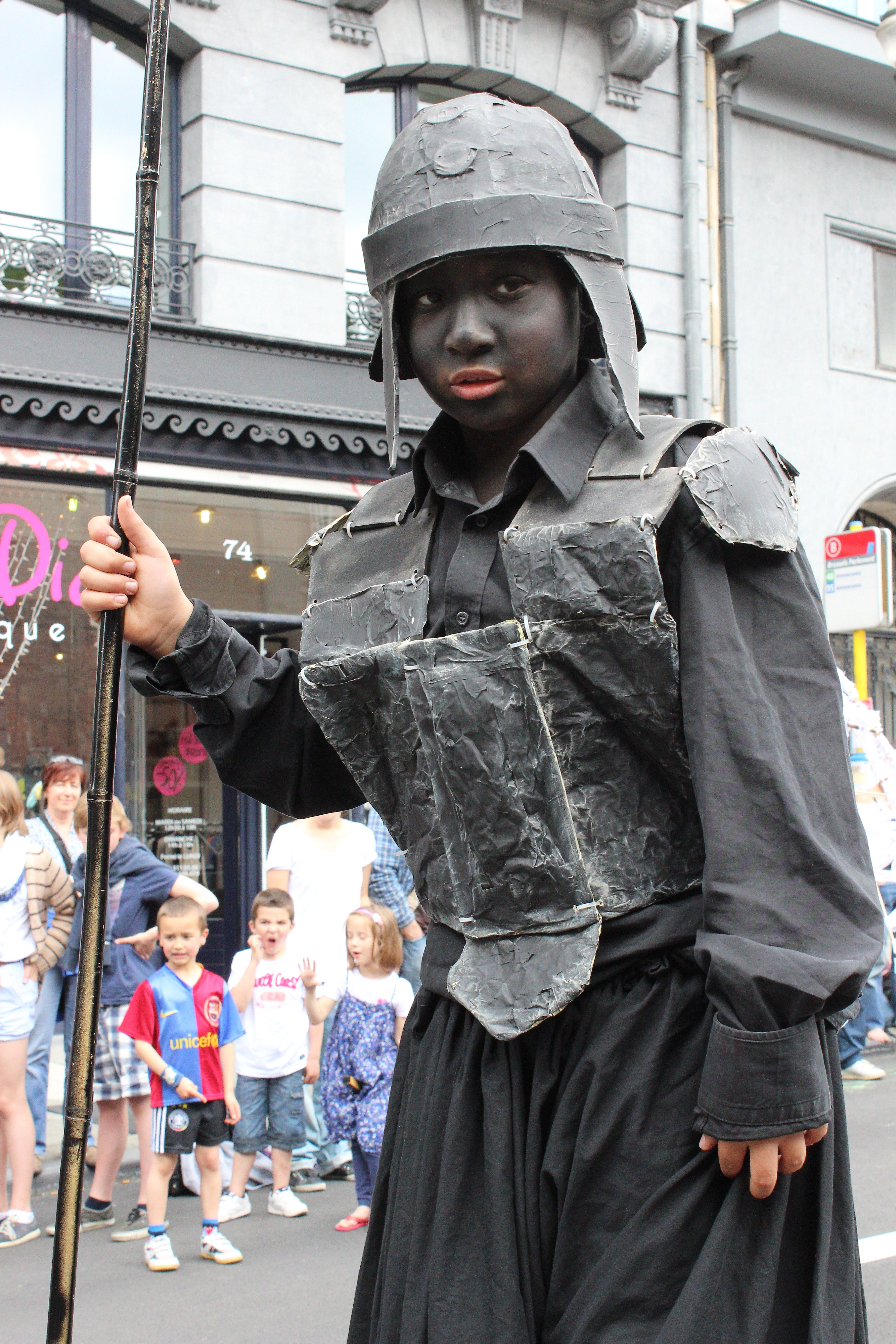
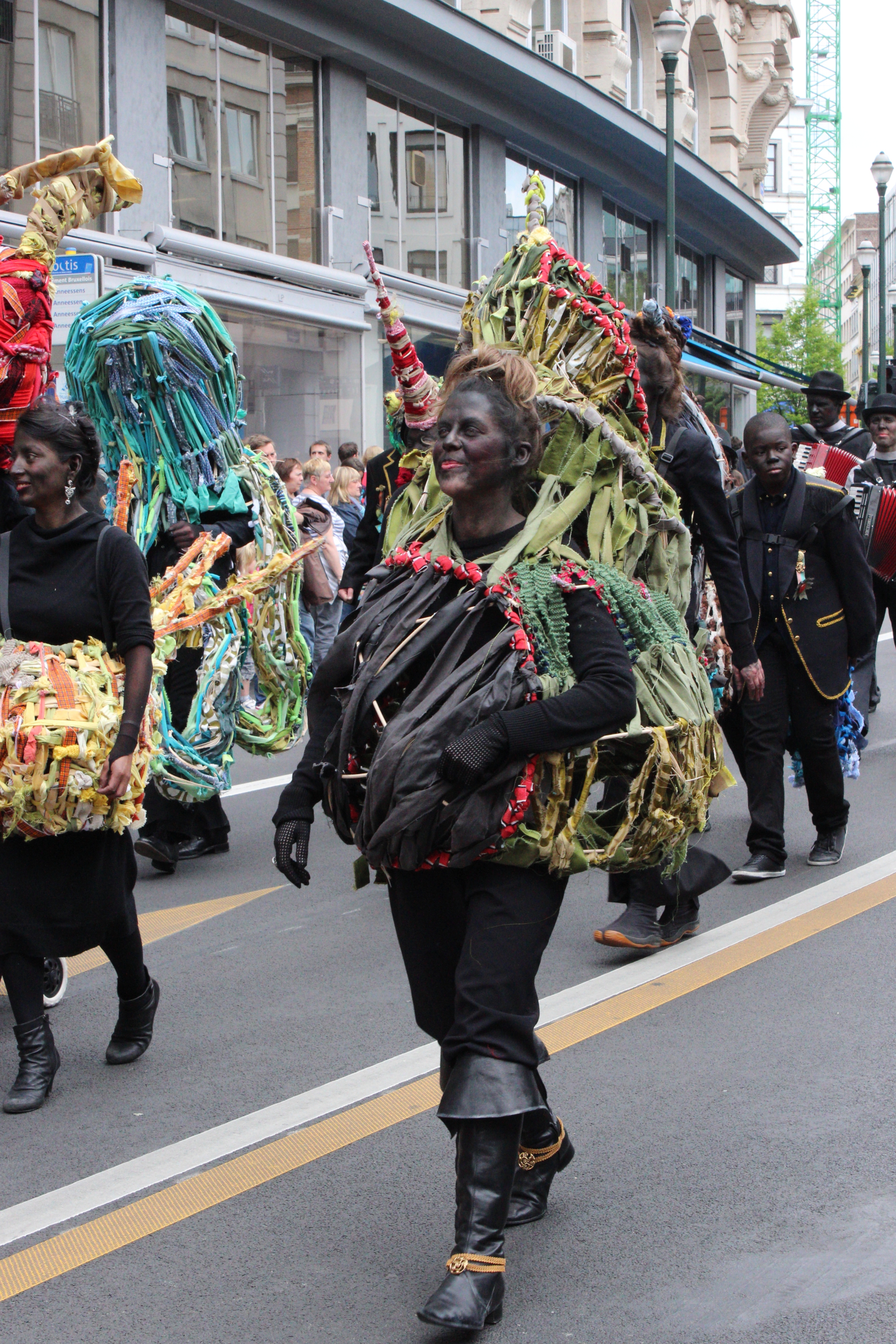
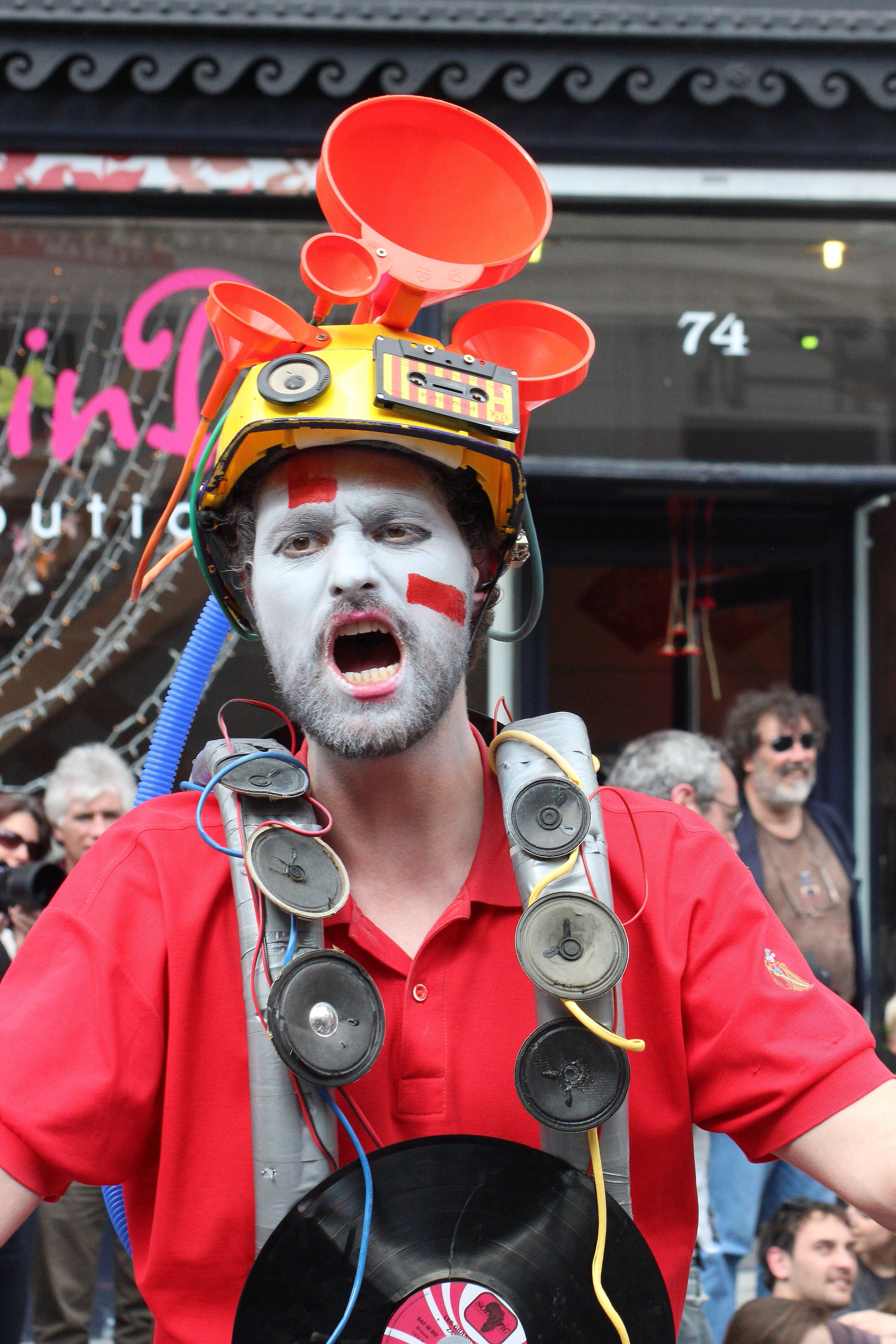
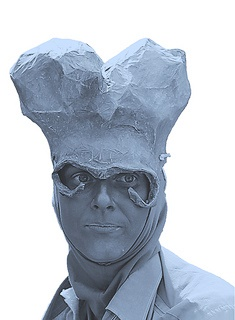

Zinneke Parade 2016
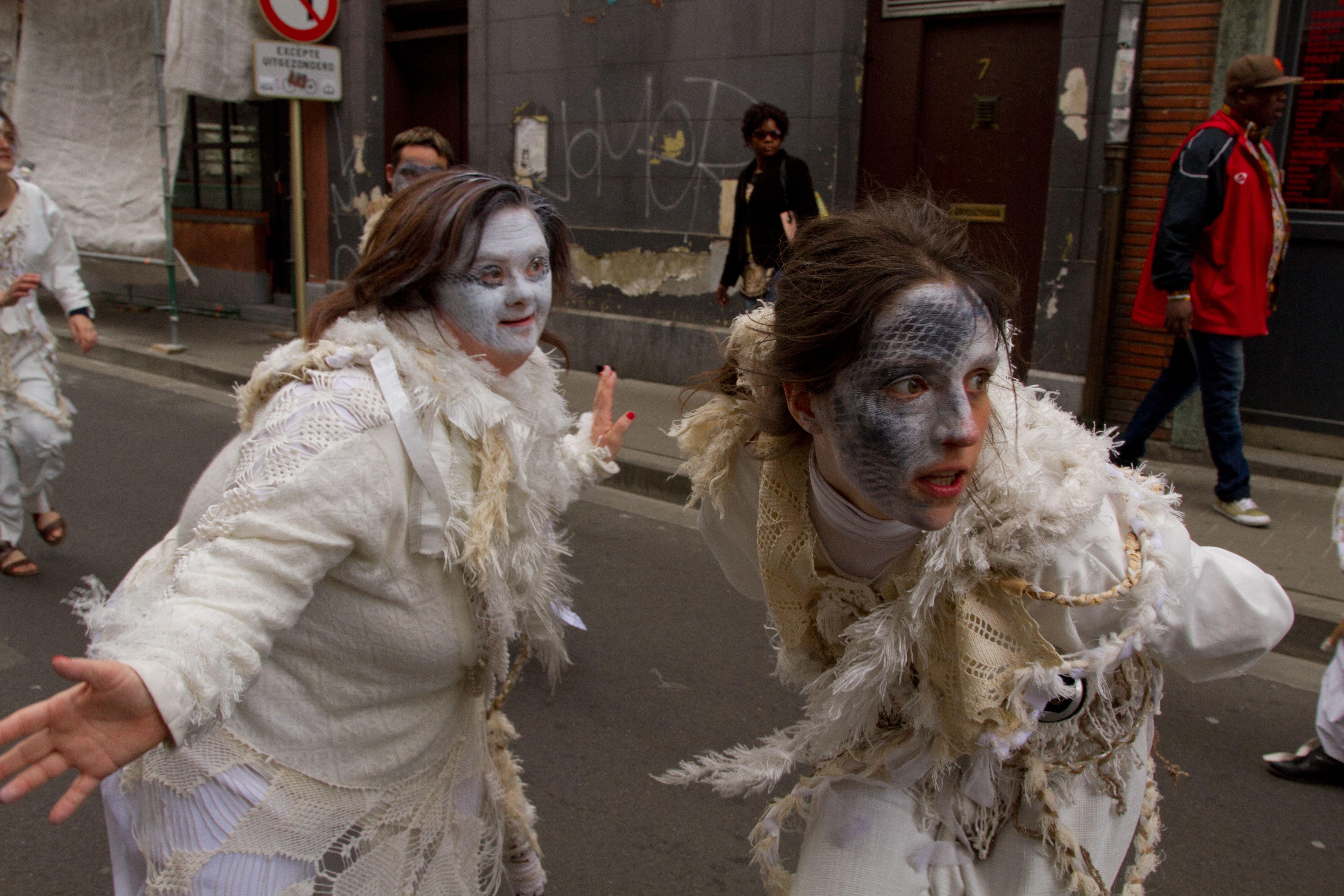
Zinnode caNOHva
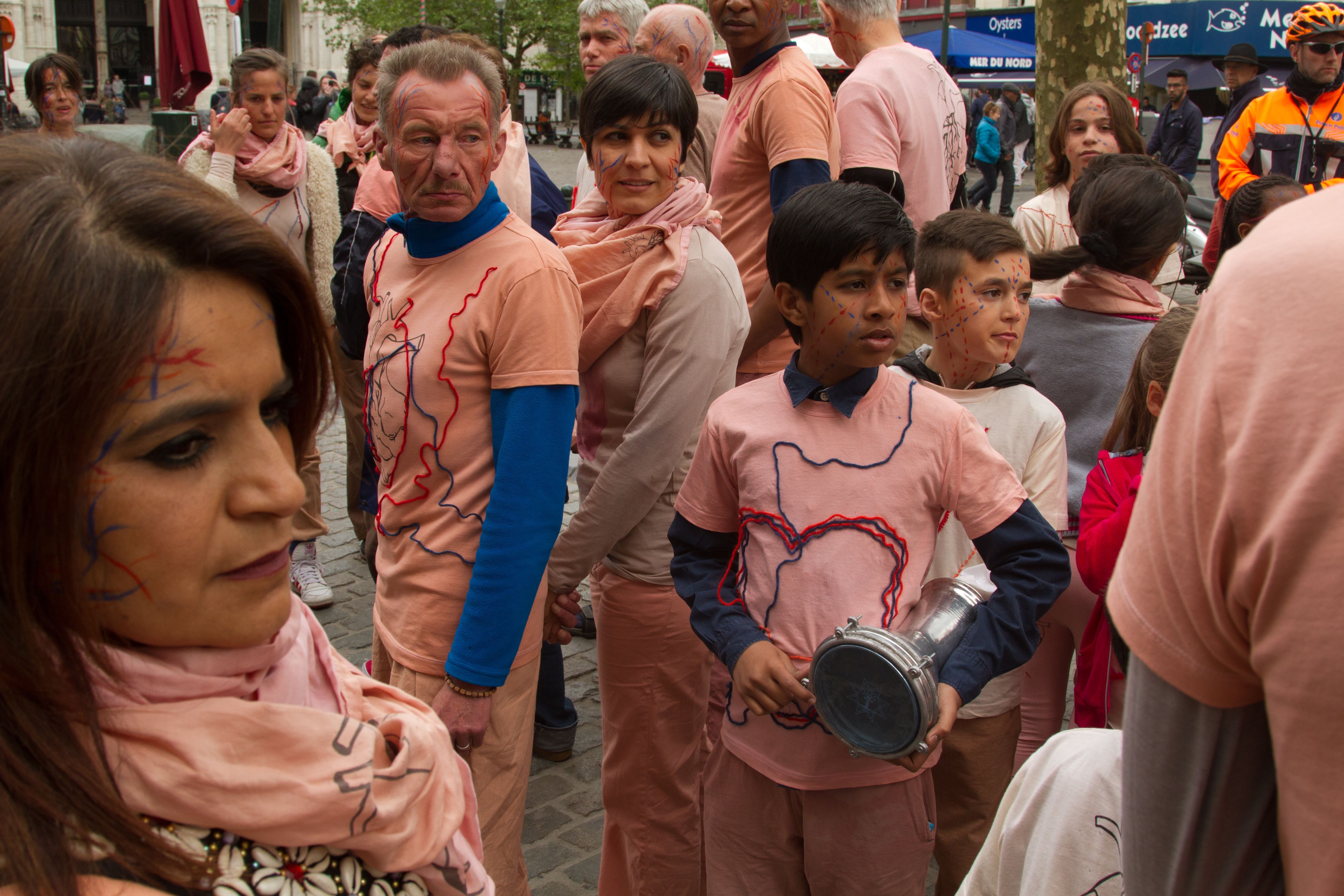
Zinnode Pas de deux
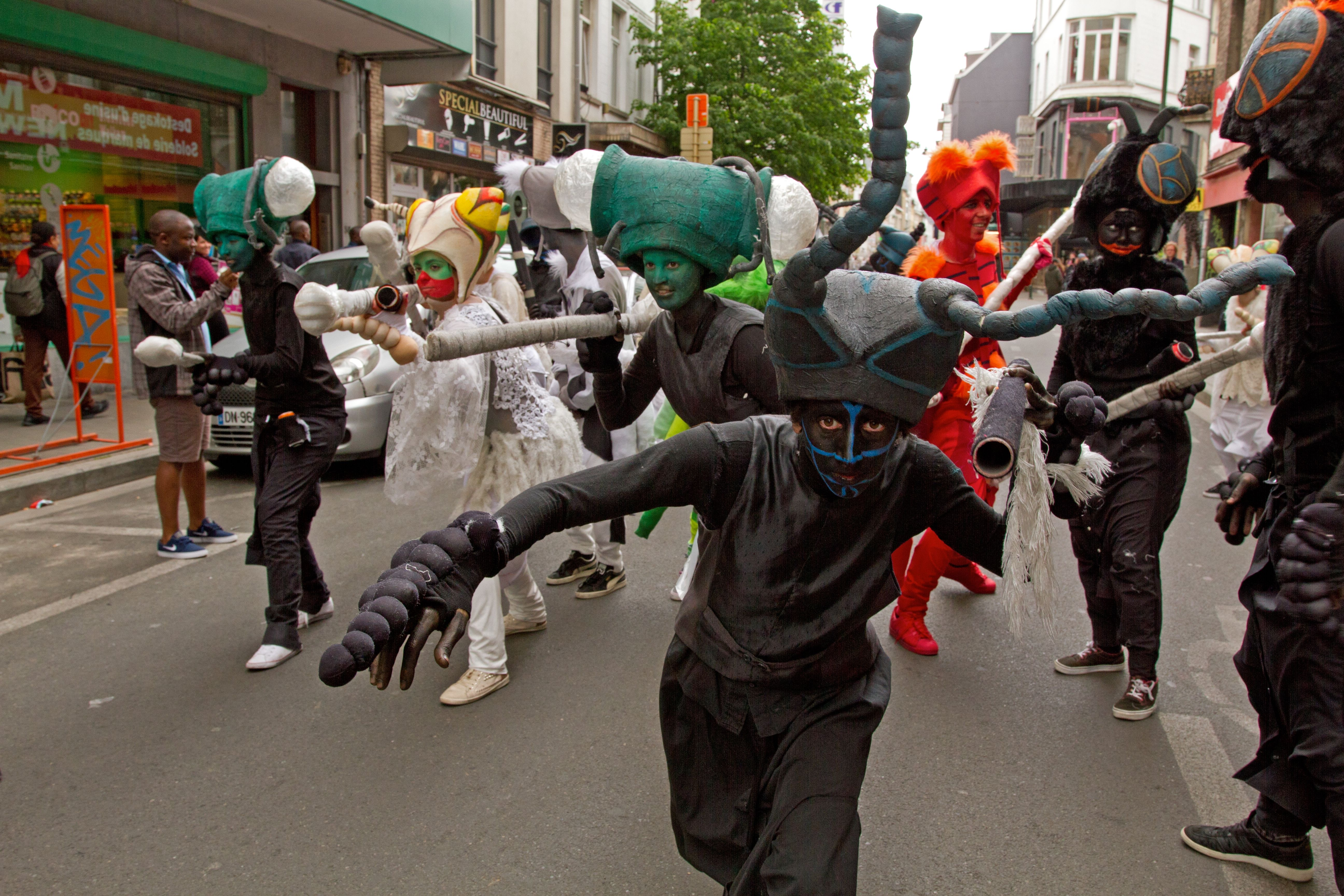
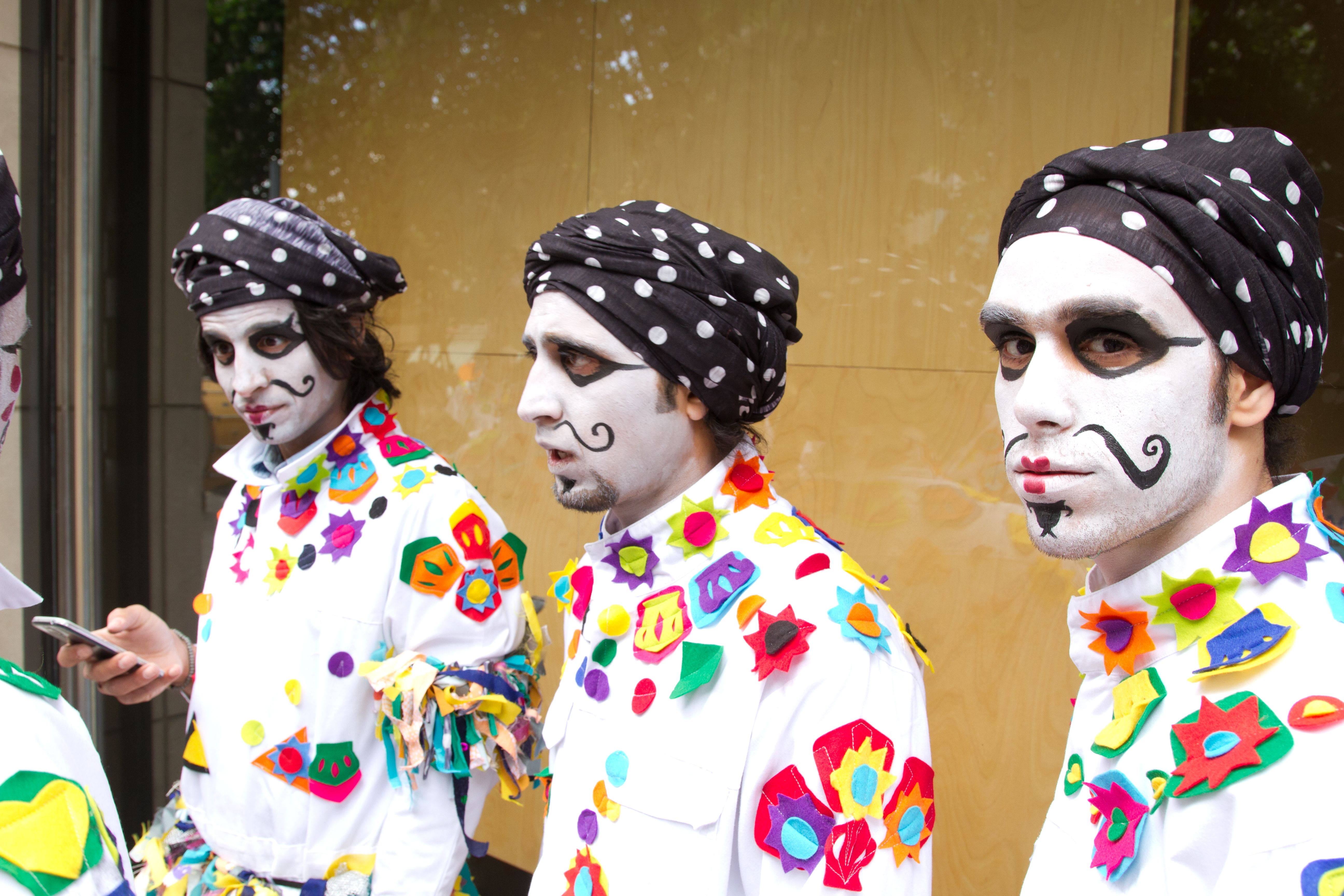